# Langkan (Banyuasin III)
Langkan is een bestuurslaag in het regentschap Banyuasin van de provincie Zuid-Sumatra, Indonesië. Langkan telt 4915 inwoners (volkstelling 2010).